# 長池とも子
長池 とも子（ながいけ ともこ、196X年4月16日 - ）は、日本の女性漫画家。
1992年、『月刊プリンセス』（秋田書店）9月号に掲載された『獅子さまのおかげですっ!』にてデビュー。 
代表作は『崑崙の珠』、『三国志烈伝破龍』、『中国ふしぎ夜話』など。
1992年『プリンセスGOLD』（秋田書店）11月号に掲載されたデビュー後、第二作目の読み切り作品『崑崙の珠』が好評でそのまま正式連載となり、同誌の看板漫画として、以後10年、単行本全17巻にも及ぶ長期連載となった。
『崑崙の珠』が2003年に終了した後も『プリンセスGOLD』（秋田書店）を中心に活躍しており、2013年現在、同誌にて『旅の唄うたいシリーズ』を連載中である。

## 作品リスト

### 漫画
- 獅子さまのおかげですっ！ - 月刊プリンセス（秋田書店）
- 崑崙の珠 - プリンセスGOLD（秋田書店）
- 三国志烈伝破龍 - プリンセスGOLD（秋田書店）
- 中国ふしぎ夜話 - プリンセスGOLD（秋田書店）
- 旅の唄うたいシリーズ - プリンセスGOLD（秋田書店）
- 乙女たちの２月戦争 - 月刊プリンセス（秋田書店）
- はだかの王子さま - 月刊プリンセス（秋田書店）
- Vivaニュートン - 月刊プリンセス（秋田書店）
- おにいさんこちら!! - 月刊プリンセス（秋田書店）
- オカルトなんかこわくない! - 月刊プリンセス（秋田書店）
- ロレンツォ - 月刊プリンセス（秋田書店）